# Conanthalictus nigricans
Conanthalictus nigricans är en biart som beskrevs av Timberlake 1961. Conanthalictus nigricans ingår i släktet Conanthalictus och familjen vägbin. Inga underarter finns listade i Catalogue of Life.